# Kulebjak

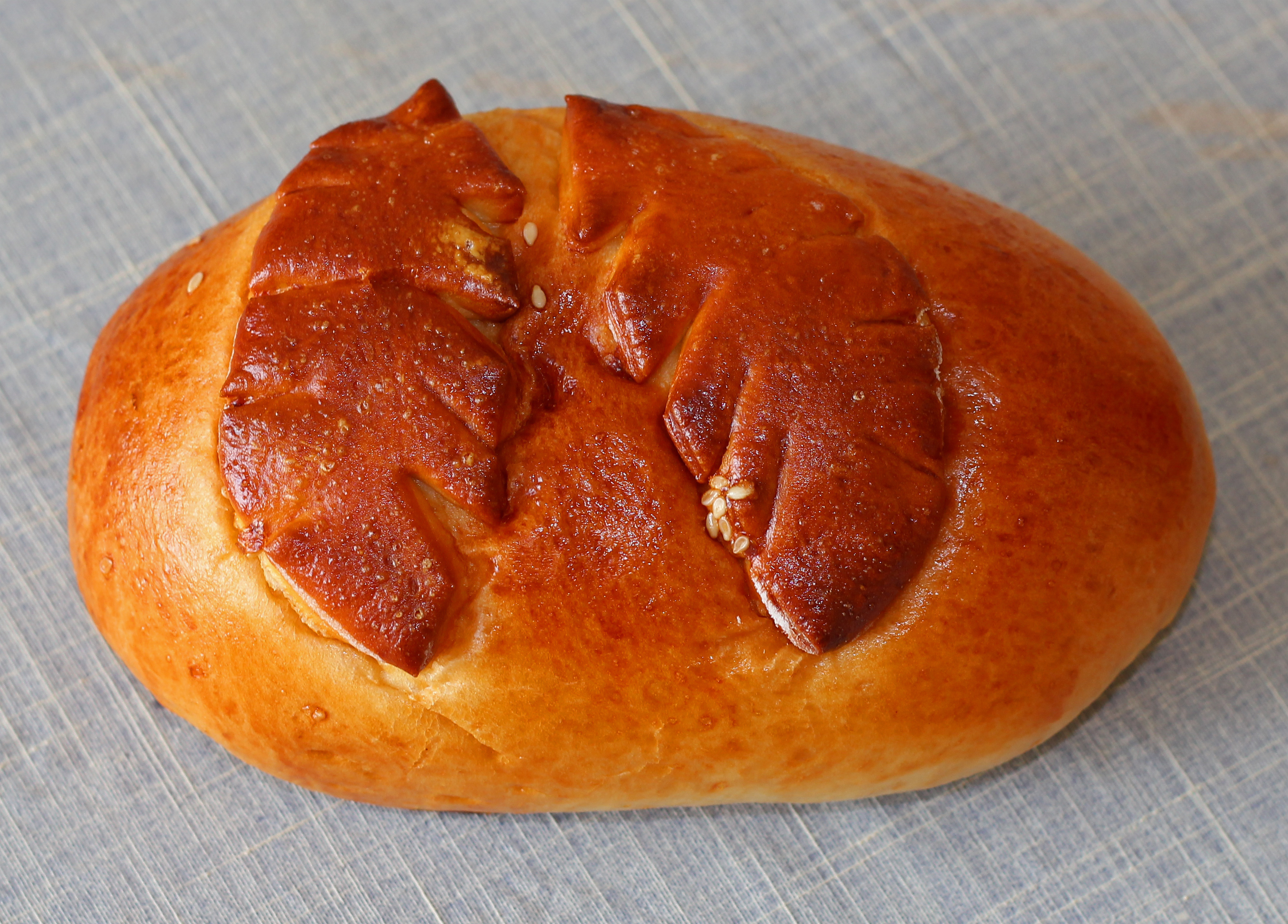
Kulebjak

En kulebjak (кулебяка) är en rysk maträtt som består av avlånga piroger på surdeg, fyllda med fisk eller kött.